# الشبيكة (توزر)
الشبيكة قرية تقع شمال غربي ولاية توزر من الجنوب الغربي التونسي، جنوب شرقي مدينة تمغزة وجنوب غربي مدينة الرديف وشمال غربي مدينة توزر. وهي قريبة من الحدود التونسية الجزائرية.

## معرض صور

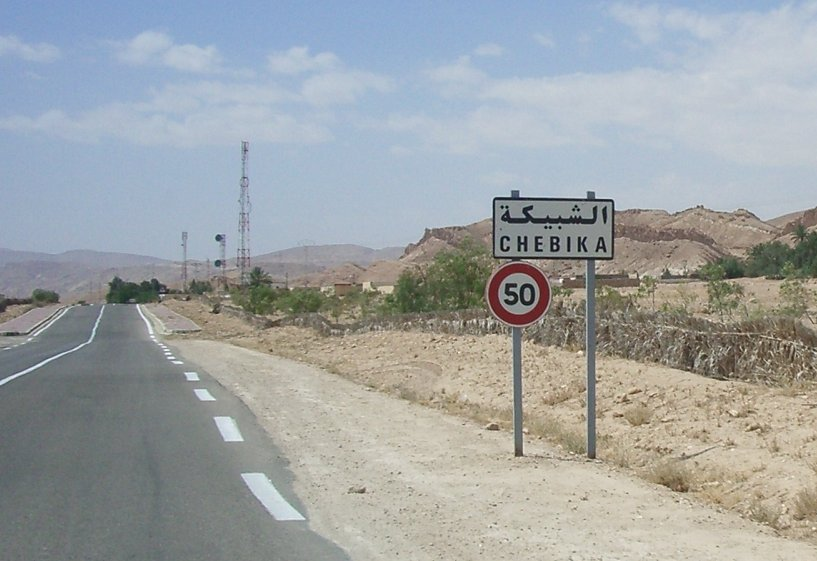
أهلا بكم في الشبيكة
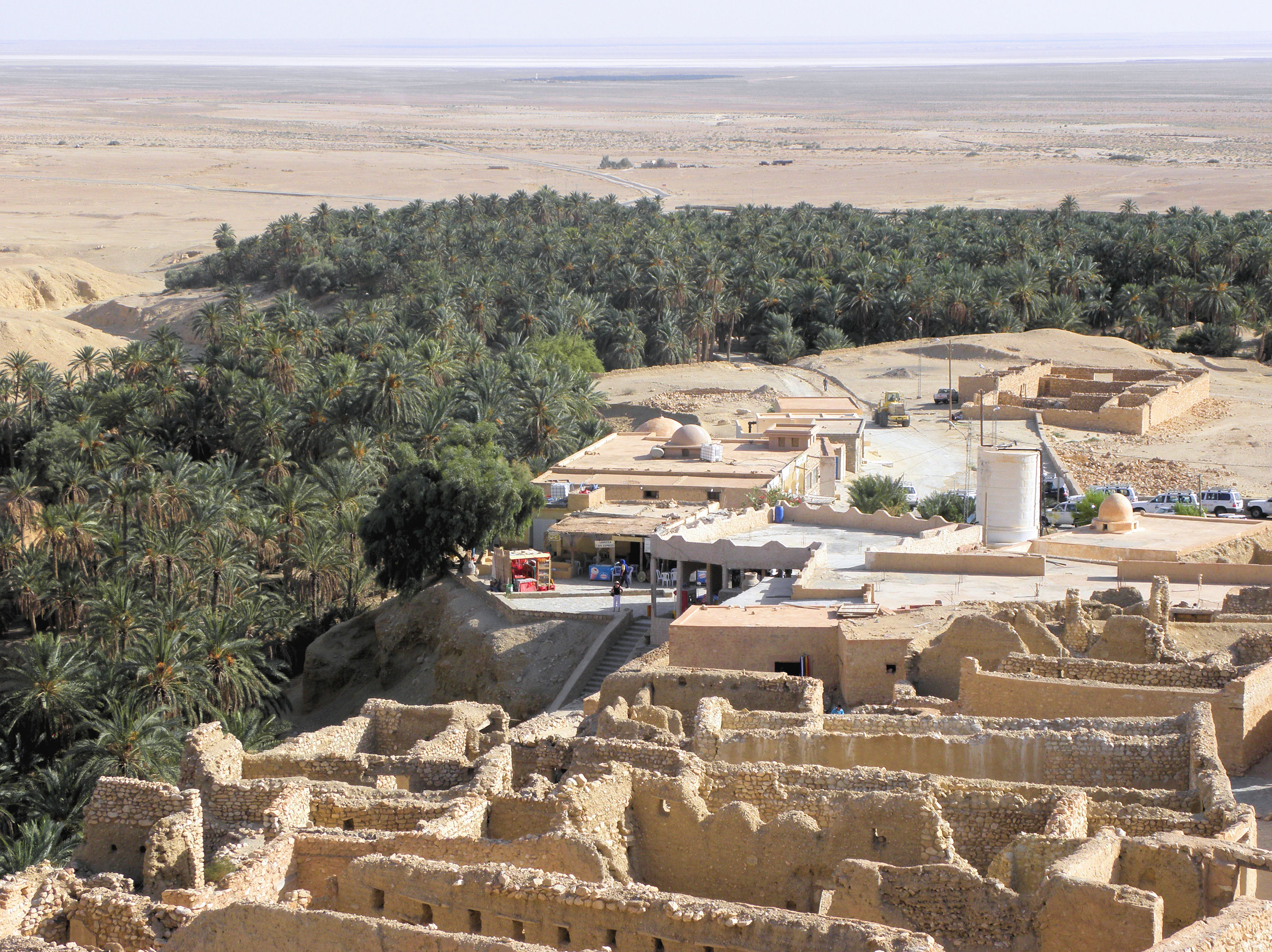
احتضان القرية للواحة
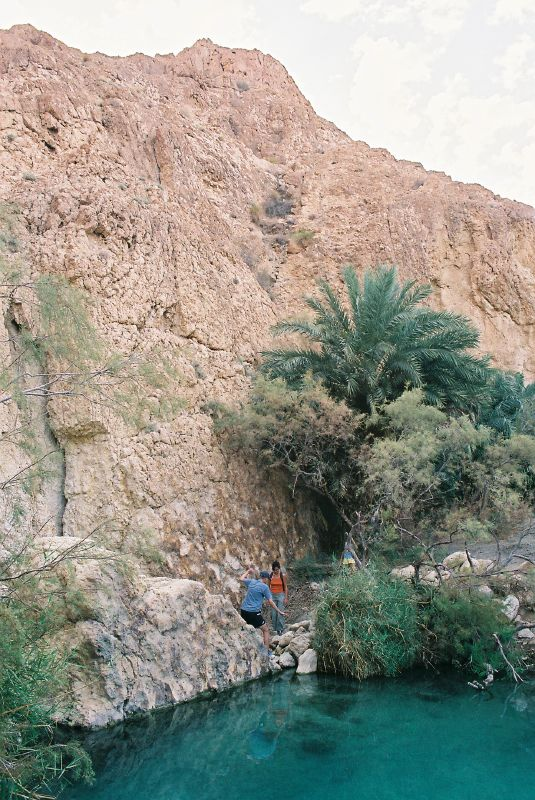
الجبل والنخلة والماء
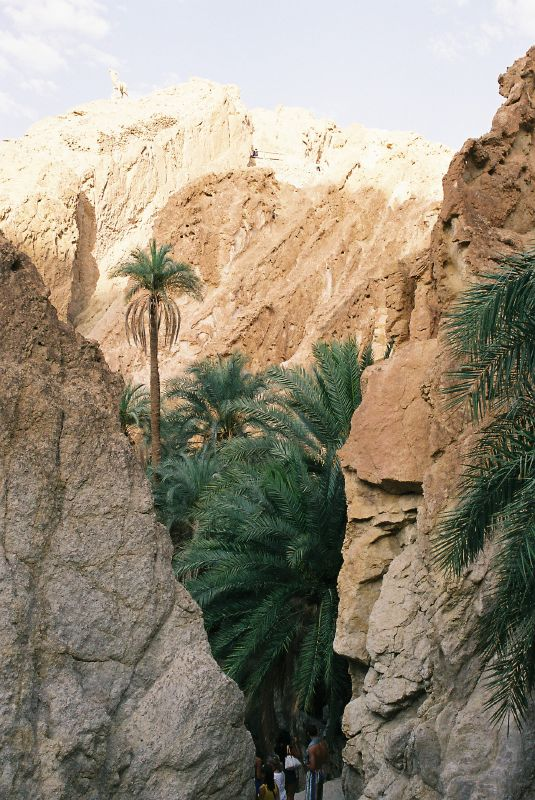
النخيل في الجبل
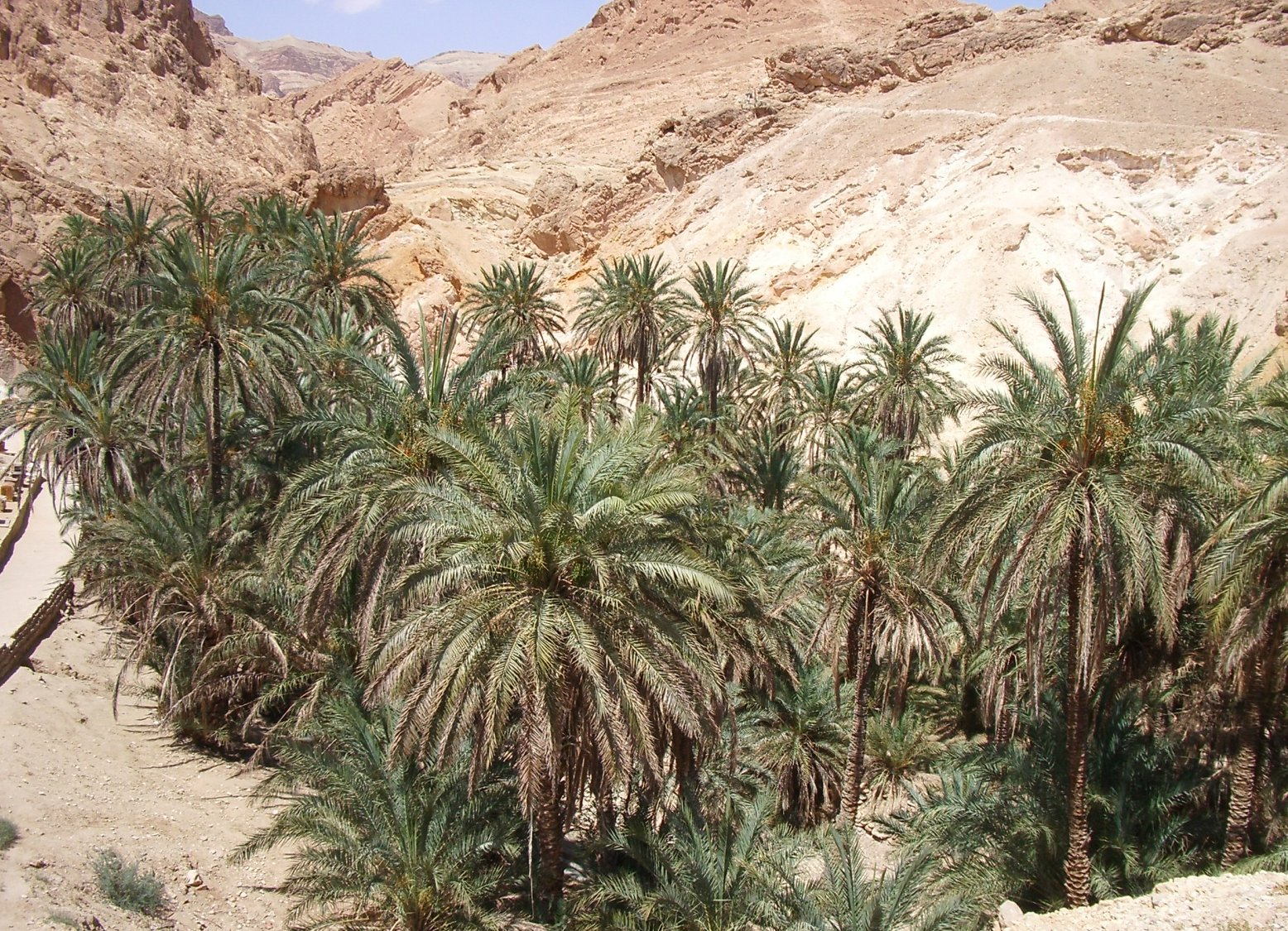
الجبل يحتضن الواحة
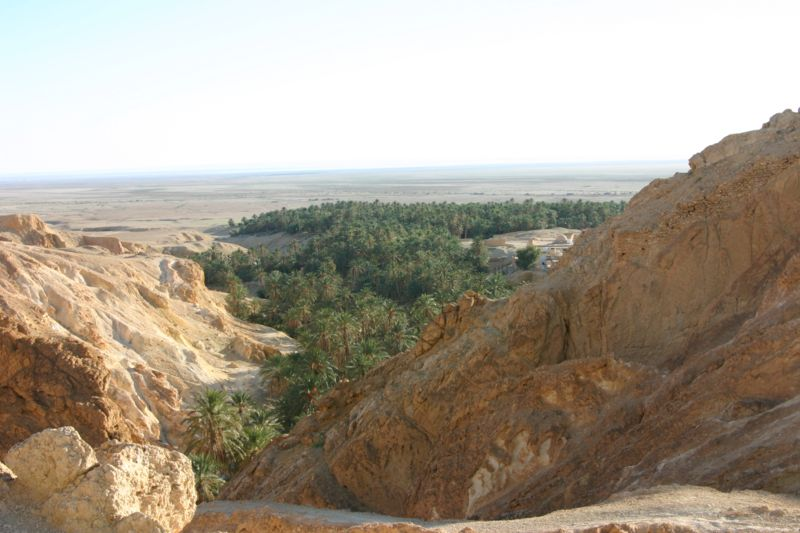
الواحة امتداد للجبل
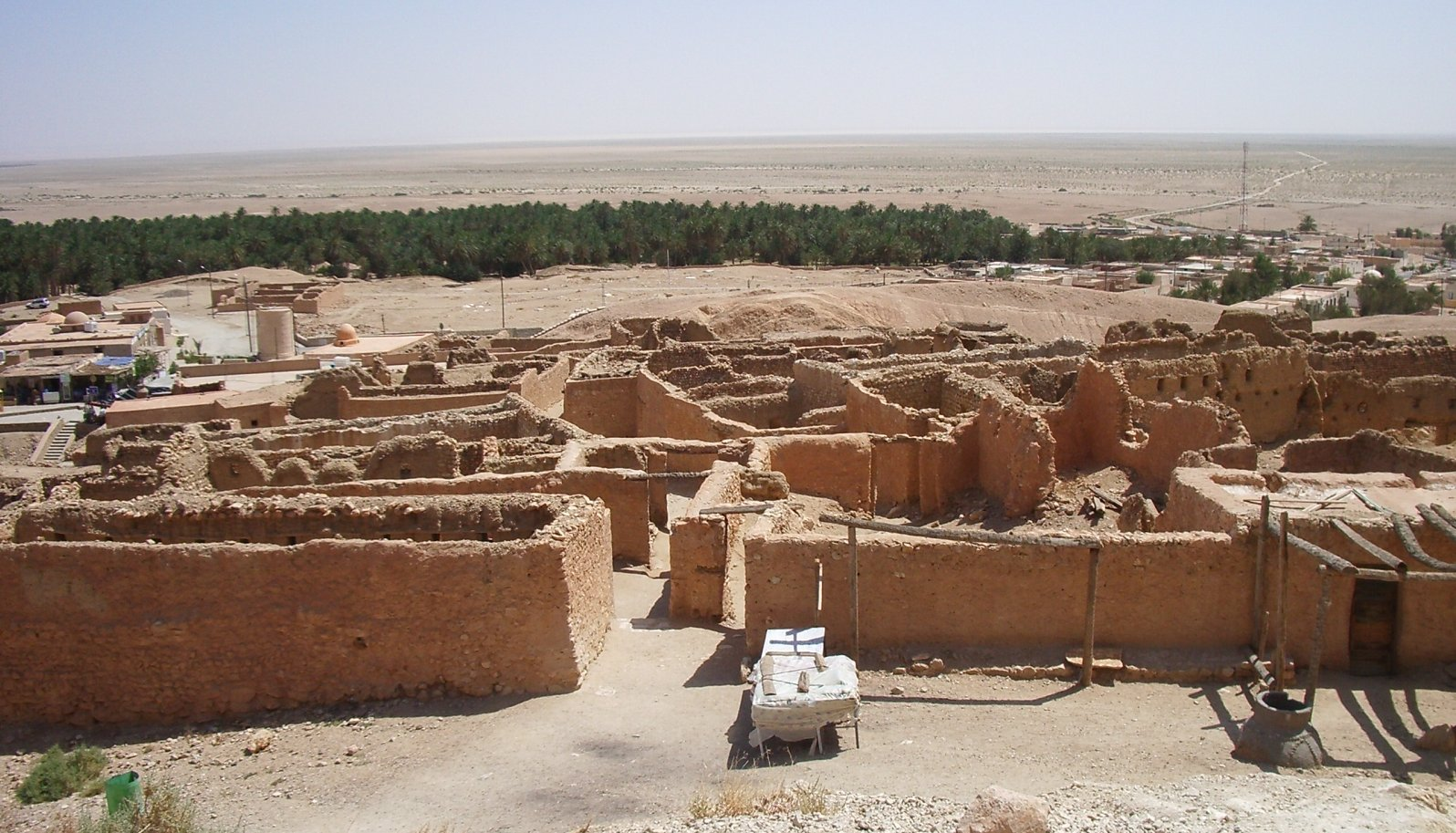
القرية القديمة
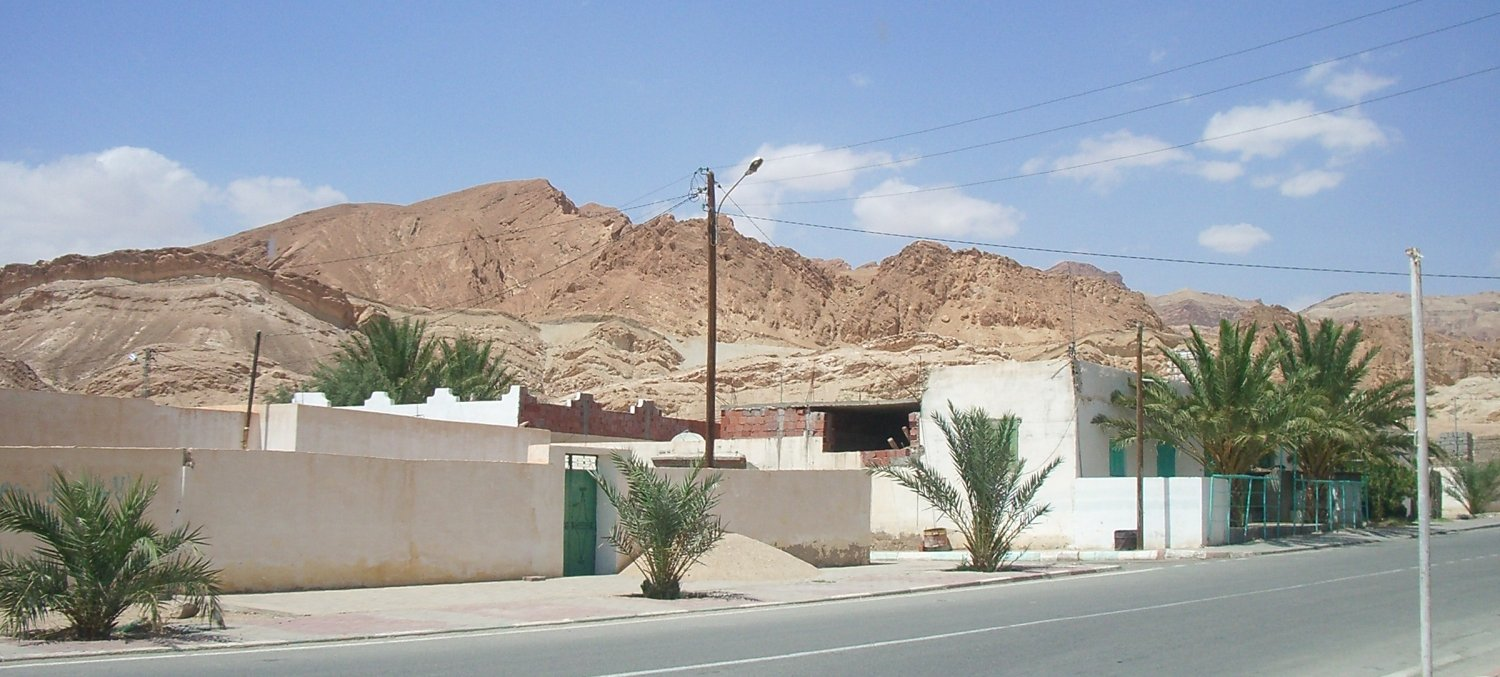
القرية الحالية

### مواضيع ذات علاقة
- ولاية توزر.